# Lucas Piazón
Lucas Domingues Piazón (São Paulo, 20 januari 1994) is een Braziliaanse voetballer die doorgaans als vleugelspeler speelt. Hij stroomde in 2012 door uit de jeugd van Chelsea, dat hem een jaar eerder overnam van São Paulo.

## Clubcarrière

### Jeugd
Piazón is een zoon van een zakenman en een advocate. Daardoor had Piazón in tegenstelling tot vele andere Brazilianen thuis niets te kort en kon hij zich zowel op het voetbal als op school focussen. Hij groeide op bij zijn drie jaar oudere zus Juliana. Piazón speelde in eigen land in de jeugd van achtereenvolgens Coritiba, CA Paranaense en São Paulo

### Chelsea
Chelsea betaalde uiteindelijk 7,5 miljoen euro voor Piazón. Op 20 januari 2012 verkreeg hij een werkvisum, waarna hij op 26 januari 2012 een contract tekende waarmee hij zich tot 2017 verbond aan de Engelse club. Op 10 mei 2012 werd Piazón tot Chelsea's Young Player of the Year benoemd. Tijdens de zogenaamde 'USA Tour' in de voorbereiding op het nieuwe seizoen kreeg Piazón van coach Roberto Di Matteo de kans om zich te bewijzen. Hij maakte tegen Seattle Sounders zijn officieuze debuut voor de club. Zijn eerste doelpunt scoorde hij in een 1-1 gelijkspel tegen Paris Saint-Germain. Piazón zat bij de 22-koppige selectie die ingeschreven werd voor de Champions League. Piazón maakte zijn officiële debuut voor Chelsea in een met 6-0 gewonnen wedstrijd in het toernooi om de League Cup, tegen Wolverhampton Wanderers. Hij gaf een assist waaruit Ryan Bertrand scoorde.
Piazón maakte op 23 december 2012 zijn debuut in de Premier League. Chelsea won die dag thuis met 8-0 van Aston Villa. Piazón mocht een kwartier voor tijd invallen bij een 4-0-tussenstand. Nadat Eden Hazard een penalty kreeg, mocht Piazón die nemen, maar zijn strafschop werd gepakt door Brad Guzan.

### Verhuren
Chelsea verhuurde Piazón op 16 januari 2013 zes maanden aan Málaga CF, waar hij rugnummer 12 kreeg. Hij speelde elf wedstrijden voor de club in de Primera División. Ook debuteerde hij in het shirt van Málaga in de Champions League.
Chelsea verhuurde Piazón op 9 augustus 2013 voor een jaar aan Vitesse. Op 17 augustus 2013 maakte hij zijn debuut voor de Nederlandse club, in een uitwedstrijd tegen Roda JC Kerkrade. In een thuiswedstrijd tegen PEC Zwolle op 22 september 2013 maakte Piazón zijn eerste en tweede doelpunt voor Vitesse, tevens zijn eerste treffers in het betaald voetbal. In het seizoen 2013/14 was Piazon met elf treffers clubtopscorer.
Chelsea verhuurde Piazón op 24 juli 2014 voor een seizoen aan Eintracht Frankfurt. Hiervoor speelde hij dat jaar 22 wedstrijden in de Bundesliga, waarin hij met zijn teamgenoten als negende eindigde.
Chelsea verhuurde Piazón in augustus 2015 voor een seizoen aan Reading, de nummer negentien van de Championship in het voorgaande seizoen.
Chelsea verhuurde Piazón op 31 augustus 2016 wederom aan een club in de Championship, ditmaal Fulham. De clubs verlengden zijn huurperiode hier in juli 2017 met nog een jaar. Begin 2019 werd hij verhuurd aan Chievo Verona.

## Clubstatistieken
| Seizoen | Club                  | Competitie                    | Duels | Goals |
| ------- | --------------------- | ----------------------------- | ----- | ----- |
| 2012/13 | Chelsea               | Premier League                | 1     | 0     |
| 2012/13 | → Málaga CF           | Primera División              | 11    | 0     |
| 2013/14 | → Vitesse             | Eredivisie                    | 29    | 11    |
| 2014/15 | → Eintracht Frankfurt | Bundesliga                    | 22    | 2     |
| 2015/16 | → Reading             | Championship                  | 23    | 3     |
| 2016/17 | → Fulham              | Championship                  | 30    | 5     |
| 2017/18 | → Fulham              | Championship                  | 23    | 5     |
| 2018/19 | → Chievo Verona       | Serie A                       | 4     | 0     |
| 2019/20 | → Rio Ave             | Primeira Liga                 | 19    | 2     |
| 2020/21 | → Rio Ave             | Primeira Liga                 | 8     | 2     |
| 2020/21 | SC Braga              | Primeira Liga                 | 20    | 4     |
| 2021/22 | SC Braga              | Primeira Liga                 | 10    | 0     |
| 2021/22 | Botafogo FR           | Campeonato Brasileiro Série A | 17    | 0     |
| 2022/23 | Botafogo FR           | Campeonato Brasileiro Série A | 1     | 0     |
| 2023/24 | SC Braga              | Primeira Liga                 | 0     | 0     |
| Totaal  | Totaal                | Totaal                        | 218   | 34    |

## Interlandcarrière
Piazón kwam uit voor Brazilië -15, Brazilië -16 en Brazilië -17. Voor Brazilië -17 speelde hij vijftien wedstrijden waarin hij negen keer scoorde.